# Connor Paolo
Connor Paolo (Nueva York; 11 de julio de 1990) es un actor estadounidense conocido por interpretar a Eric van der Woodsen en la serie estadounidense de The CW, Gossip Girl.

## Biografía

### Vida profesional
Paolo asistió a diferentes escuelas secundarias públicas y simultáneamente estudió teatro en institutos como The Professional Performing Arts School y el Instituto de Teatro y Cine Lee Strasberg. Su primer papel fue en la famosa novela All my children, cuando tenía sólo nueve años. Desde entonces, ha participado en programas de televisión, películas, anuncios e, incluso, producciones teatrales. Antes de debutar en el cine apareció en un episodio de la serie Law & Order: Special Victims Unit. Entre sus actuaciones en cine destaca su papel en Mystic River, que le valió numerosos reconocimientos.
Su personajes más conocidos son el del joven Alejandro en la película Alejandro Magno;
Eric Van der Woodsen en Gossip girl (de The CW); y Declan Porter en Revenge, donde trabajó desde 2011 hasta 2013.

## Filmografía
| Año  | Título             | Personaje         | Director           | Notas |
| ---- | ------------------ | ----------------- | ------------------ | ----- |
| 2003 | Mystic River       | Joven Sean        | Clint Eastwood     |       |
| 2004 | Alejandro Magno    | Joven Alexander   | Oliver Stone       |       |
| 2005 | World Trade Center | Steven McLoughlin | Oliver Stone       |       |
| 2007 | Snow Angels        | Warren Hardesky   | David Gordon Green |       |
| 2008 | Favorite Son       | Ross              | Howard Libov       |       |
| 2009 | The Winning Season | Damon             | James C. Strouse   |       |
| 2010 | Mercy              | Everett Cone      | Coier Amerson      |       |
| 2010 | Camp Hell          | Jack              | George VanBuskirk  |       |
| 2010 | Stake Land         | Martin            | Jim Mickle         |       |
| 2015 | Outlaws and Angels | Connor            | Tyler Shields      |       |
| 2015 | Like Lambs         | Mick Springfield  | Ted Marcus         |       |
| 2016 | Friend Request     | Kobe              | Simon Verhoeven    |       |
| 2016 | Noble Savages      | Will Savage       | Jonathan Wolf      |       |
| 2023 | The Young Wife     | TBA               | Tayarisha Poe      |       |

### Televisión
| Año       | Título                                     | Personaje                      | Notas                      |
| --------- | ------------------------------------------ | ------------------------------ | -------------------------- |
| 2002-2006 | Ley y orden: Unidad de víctimas especiales | Teddy Winnock / Zachary Connor |                            |
| 2004      | One Life to Live                           | Travis O'Connell               |                            |
| 2007-2012 | Gossip Girl                                | Eric van der Woodsen           |                            |
| 2010      | Mercy                                      | Everett Cone                   |                            |
| 2011-2013 | Revenge                                    | Declan Porter                  |                            |
| 2017      | Electric Dreams                            | Ethan                          | Episodio: "Safe and Sound" |

### Videojuegos
| Año  | Título | Personaje | Notas |
| ---- | ------ | --------- | ----- |
| 2006 | Bully  | Tom       | Voz   |